# Giampio Luigi Devasini
Giampio Luigi Devasini (ur. 4 września 1962 w Alessandrii) – włoski duchowny katolicki, biskup Chiavari od 2021.

## Życiorys

### Prezbiterat
Święcenia kapłańskie przyjął 8 czerwca 2002 i został inkardynowany do diecezji Casale Monferrato. Był m.in. wicerektorem seminarium, wikariuszem biskupim ds. duszpasterskich, a także prowikariuszem i wikariuszem generalnym diecezji.

### Episkopat
10 kwietnia 2021 papież Franciszek mianował go biskupem diecezji Chiavari. Sakry udzielił mu 29 maja 2021 biskup Gianni Sacchi. Ingres odbył się 20 czerwca 2021.